# Delias bothwelli
Delias bothwelli é uma borboleta da família Pieridae. Foi descrita por George Hamilton Kenrick em 1909. É encontrada nas Montanhas Arfak da Nova Guiné.
A envergadura é de cerca de 42-45 milímetros.